# Bušovice
Bušovice település Csehországban, Rokycanyi járásban. Bušovice Dýšina, Všenice, Nadryby, Břasy, Smědčice, Osek és Litohlavy településekkel határos. Lakosainak száma 635 fő (2024. január 1.).

## Népesség
A település lakosságának változását az alábbi diagram mutatja:
| Lakosok száma | 697  | 676  | 779  | 720  | 589  | 562  | 592  | 603  | 643  | 635  |
|               | 1869 | 1900 | 1921 | 1961 | 1980 | 2011 | 2016 | 2019 | 2021 | 2024 |